# Władysław Boruń
Władysław Boruń (ur. 2 października 1874 w Bobrzy, pow. kielecki, zm. 27 sierpnia 1931) – poseł na Sejm Ustawodawczy II RP wybrany w wyborach do Sejmu w dniu 26 stycznia 1919 z listy PSL „Wyzwolenie”. Był aktywnym społecznikiem – członkiem Rady Gminnej i Sejmiku Powiatowego w Kielcach, Kółka Rolniczego i Stowarzyszenia Spożywczego w Bobrzy. 
Spoczywa na cmentarzu parafialnym w Ćmińsku, gm. Miedziana Góra.